# José Luis Tejada Sorzano
José Luis Tejada Sorzano (ur. 12 stycznia 1882 w La Paz, zm. 4 października 1938 w Arica) – boliwijski prawnik i polityk, minister finansów od 1917 do 1920, wiceprezydent od 5 marca 1931 do 27 listopada 1934, a następnie prezydent Boliwii od 1 grudnia 1934 do 16 maja 1936. Objął władzę po tym, jak armia wymusiła dymisję na prezydencie Danielu Domingo Salamance, sam zaś Tejada po pół roku sprawowania władzy został obalony przez przewrót wojskowy.